# Aktion Familienfasttag
Die Aktion Familienfasttag ist eine 1958 gegründete Aktion der Katholischen Frauenbewegung Österreichs, die zum Teilen mit benachteiligten Frauen in der „Dritten Welt“ einlädt. Ziel der Aktion ist es, gemeinsames entwicklungspolitisches Engagement und solidarisches Eintreten für eine gerechte Welt zu fördern. Sie ist die älteste österreichische Initiative für frauenspezifische Entwicklungsförderung. Das jährliche durchschnittliche Spendenaufkommen wurde 2018 mit rund 2,4 Millionen Euro angegeben. Das Motto der Aktion im Jahr 2020 lautet „Teilen spendet Zukunft“.
Initiiert wurde die Aktion 1958 durch die damalige Vorsitzende der Katholischen Frauenbewegung Österreichs, Herta Pammer. Als jährlicher Termin für die Aktion wurde mit dem Quatemberfreitag im Frühling, dem zweiten Freitag in der Fastenzeit, ein traditioneller kirchlicher Bußtag im Kirchenjahr gewählt. Er liegt in zeitlicher Nähe zum Weltgebetstag (am ersten Freitag im März) und dem Internationalen Frauentag am 8. März.
Im Mittelpunkt steht eine österreichweite Sammel- und Spendenaktion als  „konkreten Akt des Teilens und der Solidarität“, aus deren Erlös konkrete Projekte der Entwicklungszusammenarbeit gefördert werden. Es wird in Kirchen, Schulen und Familien Geld gesammelt. Unter dem Motto „Suppe essen – Schnitzel zahlen“ verkaufen beispielsweise Aktivistinnen selbstgekochte Suppe und bieten diese den Besuchern an; im Gegenzug wird um Spenden gebeten („Suppensonntage“).
Darüber hinaus sind ganzjährige Bildungs- und Öffentlichkeitsarbeit mit öffentlichen Aktionen, Informationsständen und Aufrufen von Anfang an wesentliche Bestandteile der Aktion.
Es werden vorrangig Projekte aus folgenden Bereichen gefördert:
- Aufbau und Stärkung von Frauen-Organisationen und Gruppen, Frauenforschung
- Bildung (Alphabetisierung, Bewusstseinsbildung, Berufsausbildung, Führungskräfteschulungen)
- Menschenrechte, Rechtsberatung und Rechtshilfe insbesondere für Frauen, Förderung der Rechte von ethnischen Minderheiten und gesellschaftlichen Randgruppen, Demokratisierung und Friedensarbeit
- Gesundheit: Basisgesundheitsprogramme, Aidsvorsorge, Aufklärung
- Sozialarbeit in Slums und ländlichen Gebieten, Ausbildung von Sozialarbeiterinnen
- Förderung von Ökologischer Landwirtschaft, nachhaltigem Wirtschaften, dem Zugang zu Ressourcen (Land, Kredite, Produktionsmittel), Einkommensförderung
- Stärkung der kulturellen Identität, Förderung künstlerischer Methoden zur Bewusstseinsbildung
- Vernetzung und Interessensvertretung.

Die Aktion hat ein aus drei Frauen bestehendes ehrenamtliches Leitungsteam und einen geistlichen Leiter. Vorsitzende ist Angelika Ritter-Grepl, das Generalsekretariat unter Leitung der Generalsekretärin Elisabeth Anker befindet sich in Wien. In den österreichischen Diözesen besteht jeweils eine Diözesanstelle.
Am 2. März 2020 fand auf Einladung von Bundespräsident Alexander Van der Bellen ein Benefiz-Suppenessen zugunsten der Aktion Familienfasttag 2020 in der Wiener Hofburg statt.